# Andrea La Torre
Andrea La Torre (Viterbo, 14 giugno 1997) è un cestista italiano.

## Carriera

### Club
Figlio di Gianluca La Torre e nipote di Massimo La Torre, ex giocatori di serie A2 e B, inizia nelle giovanili del Santa Rosa Viterbo, società non più esistente, e prosegue nella Stella Azzurra Roma.
Inizia la stagione 2016-2017 a Milano con l'Olimpia ma il 7 novembre viene comunicato il prestito fino a fine campionato alla De Longhi Treviso in Serie A2.. L'11 dicembre 2017 passa sempre in prestito in Serie A2 firmando con l'Amici Pallacanestro Udinese..
Il 21 febbraio 2018, La Torre rescinde il contratto con Udine, passando il giorno successivo, sempre con la formula del prestito, alla N.P.C. Rieti fino a fine stagione.
L'8 novembre 2018, La Torre firma un contratto triennale con la Pallacanestro Cantù.
Terminato il contratto, il giocatore si sposta a Nardò in Serie A2.

## Palmares

### Club
- Supercoppa italiana: 1

Olimpia Milano: 2016